# Quentin Groves
Quentin Groves (født 5. juli 1984 i Greenville, Mississippi, USA, død 15. oktober 2016) var en amerikansk footballspiller, der spillede i NFL som linebacker for Buffalo Bills. Han blev draftet til ligaen i 2008, og havde tidligere repræsenteret Jacksonville Jaguars, Arizona Cardinals, Cleveland Browns, Oakland Raiders, Houston Texans og Tennessee Titans.

## Klubber
- 2008-2009: Jacksonville Jaguars
- 2010-201: Oakland Raiders
- 2012: Arizona Cardinals
- 2013: Cleveland Browns
- 2014: Houston Texans
- 2014: Tennessee Titans
- 2015: Buffalo Bills